# Édouard Reynart
François Édouard Joseph Reÿnart, né le 9 floréal an X (29 avril 1802) à Lille où il est mort le 15 février 1879, est un peintre français. Il est le premier conservateur du palais des Beaux-Arts de Lille.

## Biographie
Élève d'Édouard Liénard et de François Souchon, Édouard Reynart s’est d’abord spécialisé dans le paysage, la plupart de ses œuvres en ce genre représentant des sites des environs de Lille, des coins pittoresques, des bois qui entourent l’ancienne abbaye de Loos. Par la suite, le succès qu’il a rencontré dans la peinture des fleurs lui ont révélé sa véritable voie.
Administrateur des écoles académiques de Lille dès 1830, il succède, en 1842, à Isidore Bonnier de Layens, comme directeur du palais des Beaux-Arts de Lille et le restera jusqu'à sa mort, soit près de quatre décennies au cours desquelles son impulsion a considérablement enrichi la collection, passée de 188 tableaux en 1841 à 715 en 1875.
Il expose à l'exposition universelle de 1851 à Londres et au Salon de Paris de 1859, 1865, 1867 et 1868. C’est néanmoins son activité de conservateur du musée de Lille qui reste dans les mémoires. Dès 1862, il publie le Catalogue des tableaux, bas-reliefs et statues exposés dans les galeries du musée des tableaux de Lille, qui a exigé trois années de travail. Il a organisé le musée Wicar, celui des gravures et des esquisses.
Parmi les œuvres majeures acquises par le musée sous son directorat, on compte notamment Médée furieuse d’Eugène Delacroix, La Tentation de saint Antoine de David II Teniers, L'Ascension des élus de Dirk Bouts, Cache-cache de Jean-Baptiste Camille Corot, L'Après-dînée à Ornans de Gustave Courbet, Les Jeunes (ou La Lettre) et Les Vieilles (ou Le Temps) de Francisco de Goya.
Reynart avait longtemps présidé la Société des Sciences, la Commission des Musées et de nombreuses autres commissions : administrateur des Musées de Lille, vice-président des Écoles académiques, vice-président de la Commission de patronage des jeunes libérés du Nord, vice-président de la Commission de la maison d’arrêt de Lille, vice-président de la commission de surveillance de la Colonie agricole de Saint-Bernard. Il était également membre de la société impériale des sciences depuis 1864. Nommé chevalier de la Légion d'honneur en juin 1856, il a été promu officier en 1867. Il était, en outre, chevalier de l’ordre de l’étoile polaire de Suède, officier de l’Instruction publique.
À sa mort, il a légué au musée une somme de 25 000 fr., payable à la mort de sa veuve et destinée à l’achat de tableaux. Il a, en outre, légué trois esquisses des peintres Billet, Breton et Courbet au musée de Lille.

## Publications
- Édouard Reynart, Notice des tableaux, bas-reliefs et statues exposés dans les galeries du musée des tableaux de Lille, Lille, Lefebvre-Ducrocq, coll. « 3e édition », 1862, xx, 258 p. (OCLC 26409234, lire en ligne).

## Œuvres dans les collections publiques

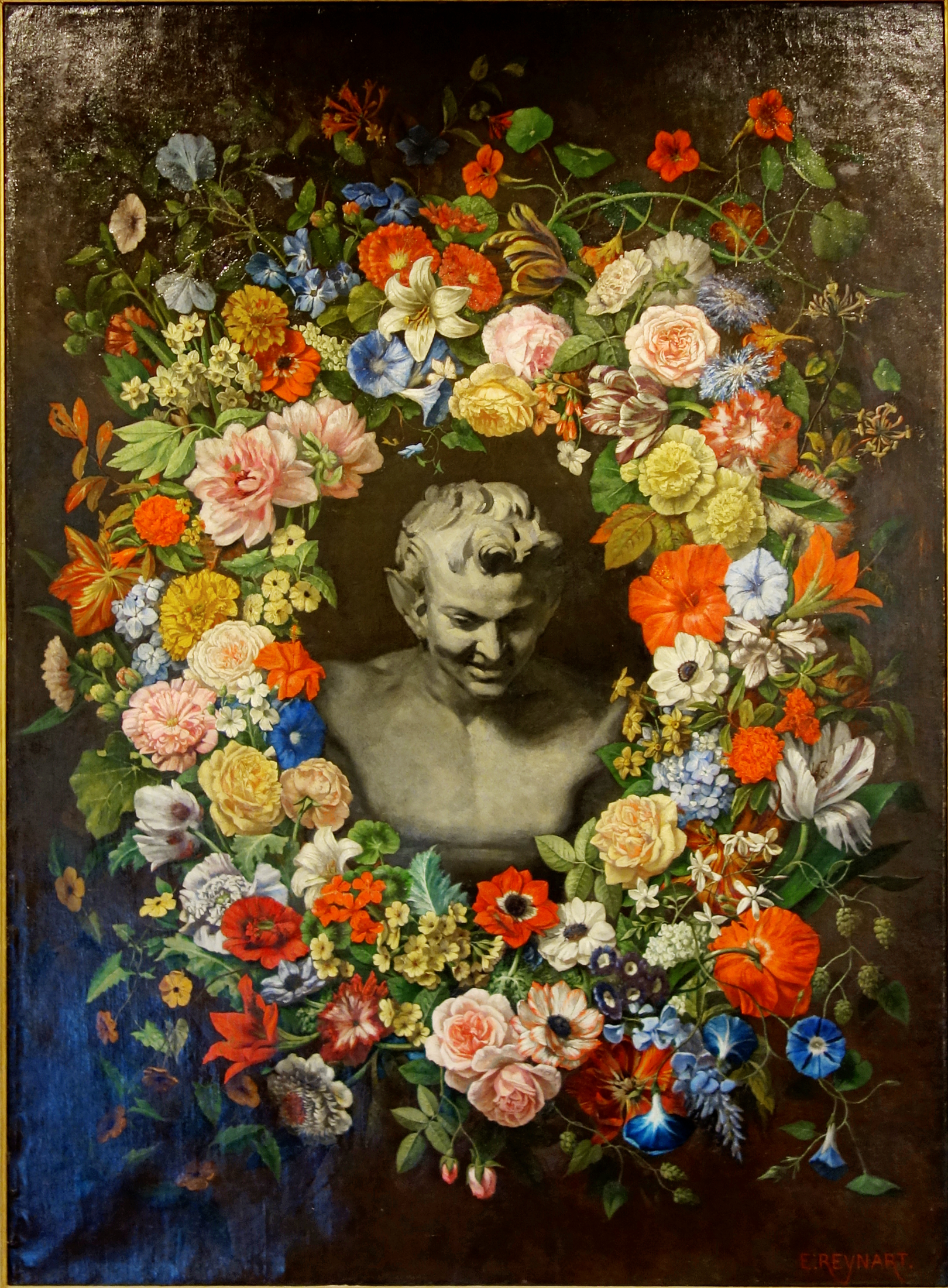
Un faune (1869), La Piscine à Roubaix

- Des scieurs de bois dans la campagne, Lille, Palais des Beaux-Arts.